# Psofis (mitologia)
Segons la mitologia grega, Psofis (en grec antic: Ψωφίς) va ser una filla d'Èrix, rei dels sicans.
Quan Hèracles tornava de robar els ramats de Geríon, va passar per Sicília i es va casar amb Psofis, però l'heroi va marxar immediatament, i el seu pare va enviar la noia a casa d'un dels seus hostes, Licortas, que vivia a Fegea, a l'Arcàdia. Allà van néixer els seus fills bessons, Equèfron i Pròmac, que van fundar la ciutat de Psofis, en honor de la seva mare.
Es coneixen altres versions sobre l'origen de la ciutat de Psofis. Estèfan de Bizanci transmet la tradició que Psofis (Ψῶφις) era un fill de Licàon, mentre que Pausànias n'ofereix dues més: un fill d'Arró, descendent de Níctim, i una filla de Xantos, rei de Tebes.